# Shweshwe

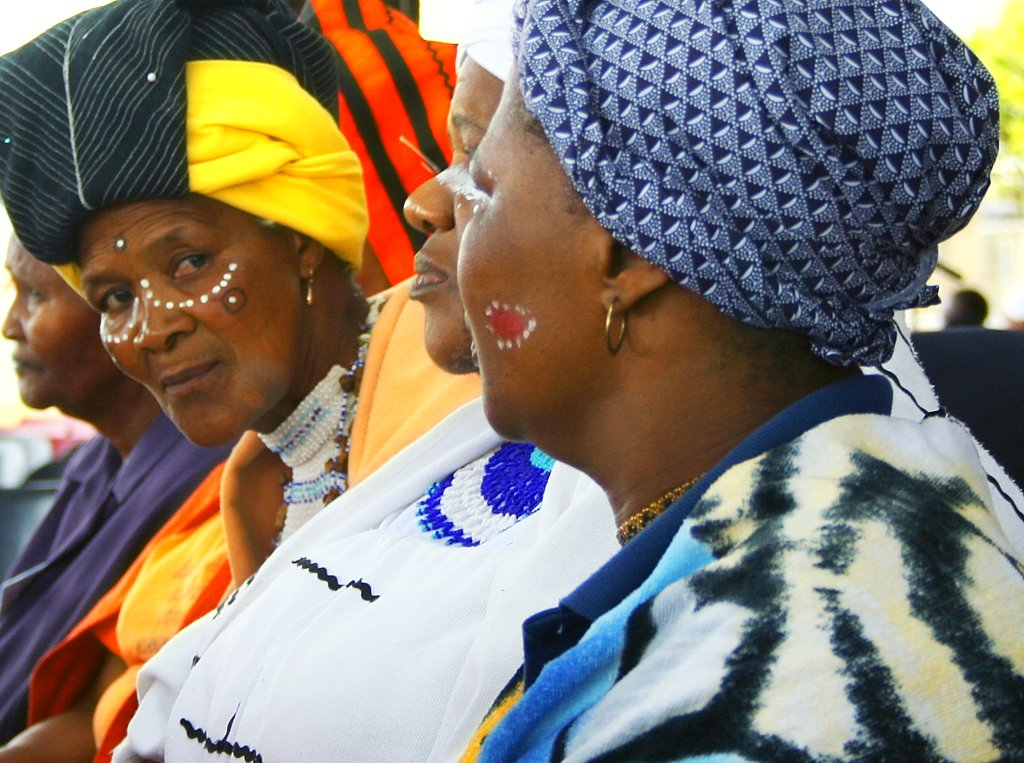
Xhosa-vrouwen met beschilderde gezichten in een groep stamhoofden. Rechts een hoofddoek van indigo shweshwe, 2006.

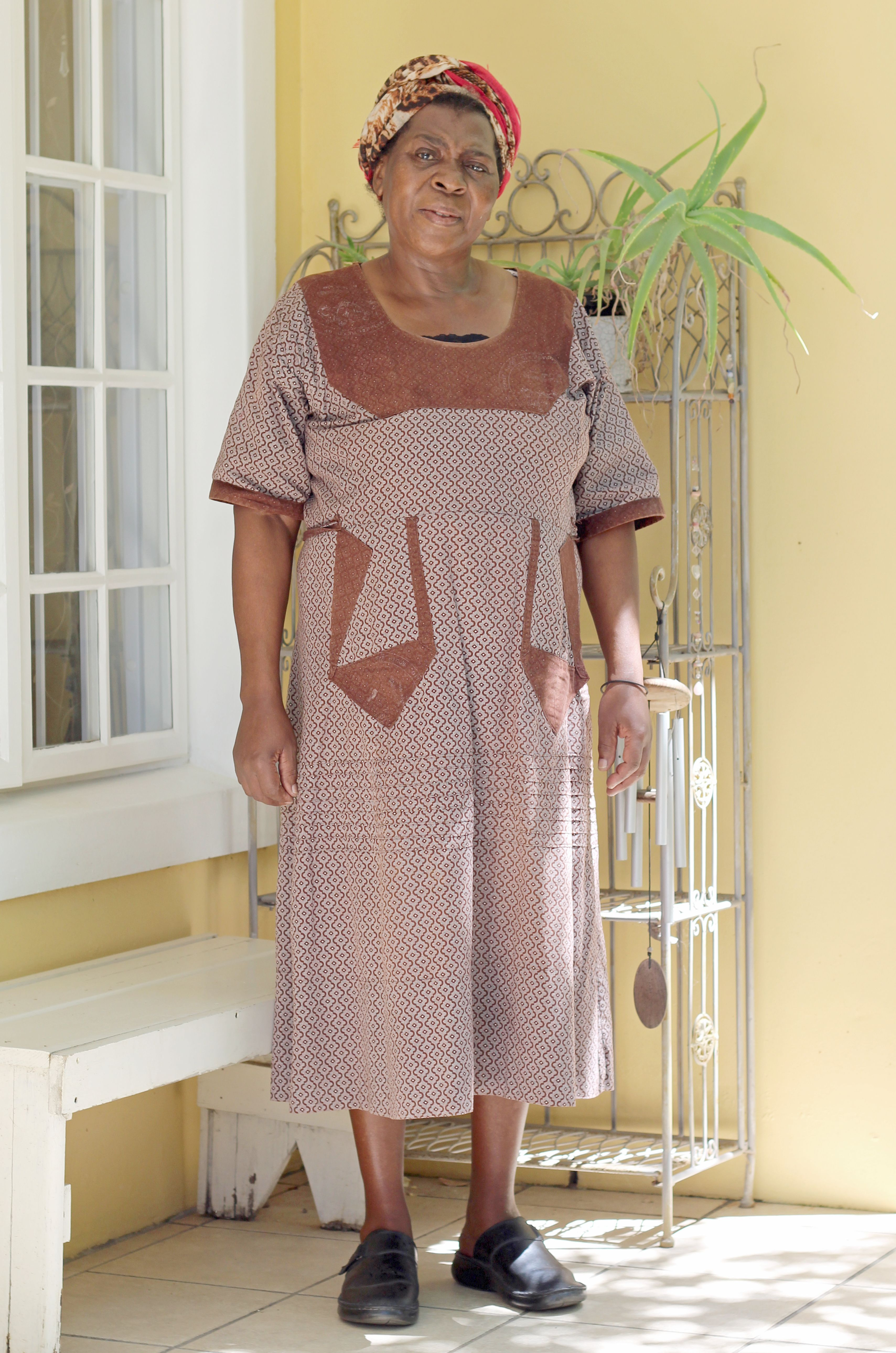
Xhosa-vrouw in een bruine shweshwe jurk, 2014.

Shweshwe is een traditionele geverfde en bedrukte katoenen stof voor kleding gemaakt in Zuid-Afrika met meetkundige patronen. Hij is vernoemd naar koning Moshoeshoe I (1786 – 1870) van Lesotho, die de stof in de 19e eeuw als geschenk kreeg van Franse zendelingen. Oorspronkelijk ging het om blauwe stof die met indigo geverfd was (Franse denim), maar moderne shweshwe-stof komt ook in vele andere kleuren voor. Shweshwe wordt wel de denim of tartan van Zuid-Afrika genoemd en wordt traditioneel gedragen door Xhosa- en Sotho-vrouwen. In de Sothotaal staat de stof bekend als sejeremane ("Duits") en als ujamani ("Duitsland") in de Xhosataal. 19e-eeuwse Duitse en Zwitserse kolonisten importeerden de Blaudruck-stof voor hun kleding waarna de inheemse bevolking de stof overnam.
Shweshwe wordt traditioneel gebruikt om jurken, rokken, schorten en wikkelkleding te maken. Hij wordt van oudsher gedragen door pas getrouwde Xhosa-vrouwen (makoti) en getrouwde Sotho-vrouwen. Xhosa-vrouwen verwerkten de stof in hun traditionele okerkleurige dekenkleding. In hedendaags Zuid-Afrikaans modeontwerp wordt shweshwe toegepast in kleding voor dames en heren uit alle etnische groepen en voor het maken van accessoires en stoffering. In de Verenigde Staten wordt hij gebruikt voor quilts.

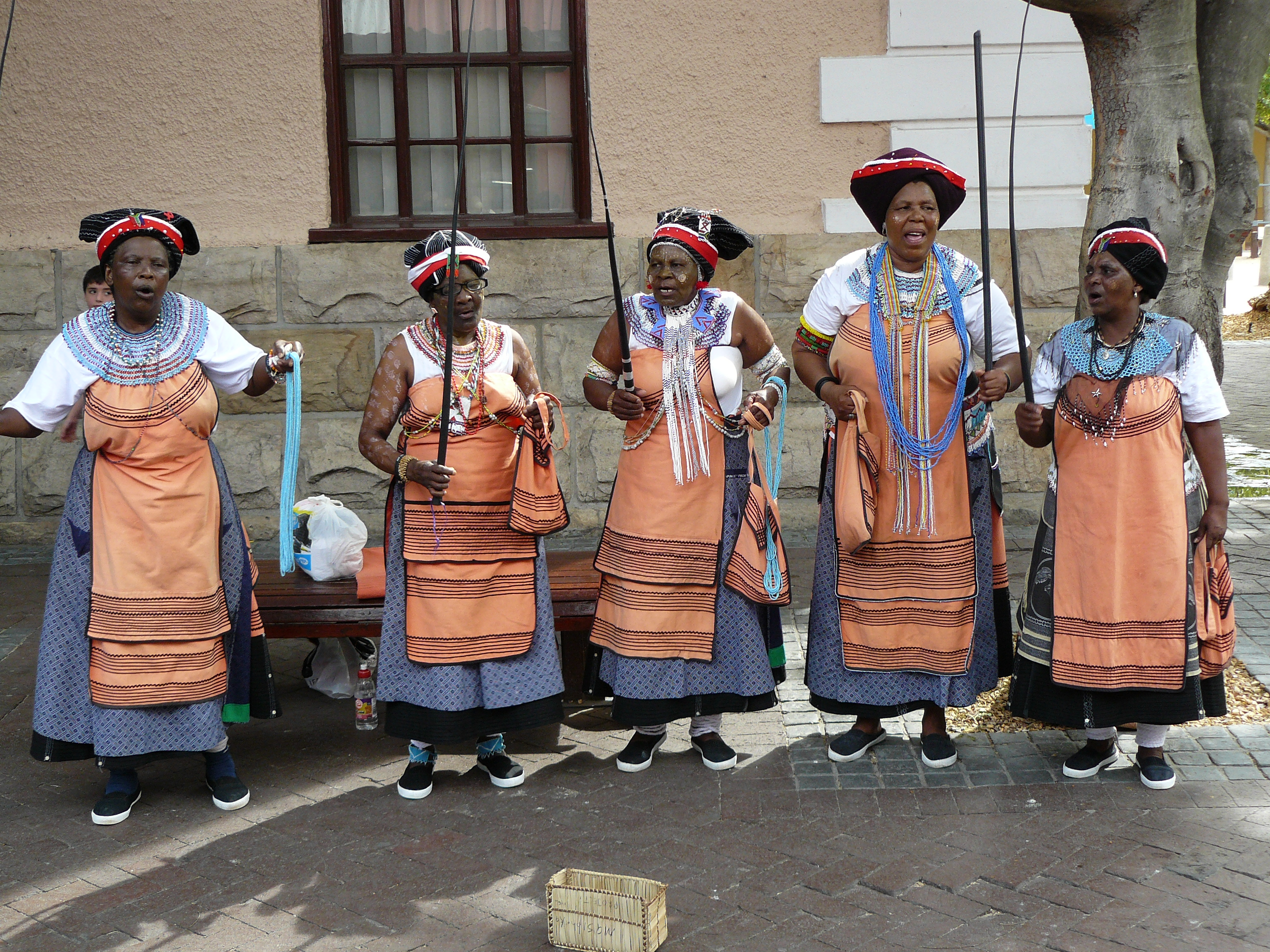
Xhosa-vrouwen in traditionele kledij treden op met indigo shweshwe schorten en beschilderde gezichten. Victoria & Alfred Waterfront, Kaapstad, 2008.
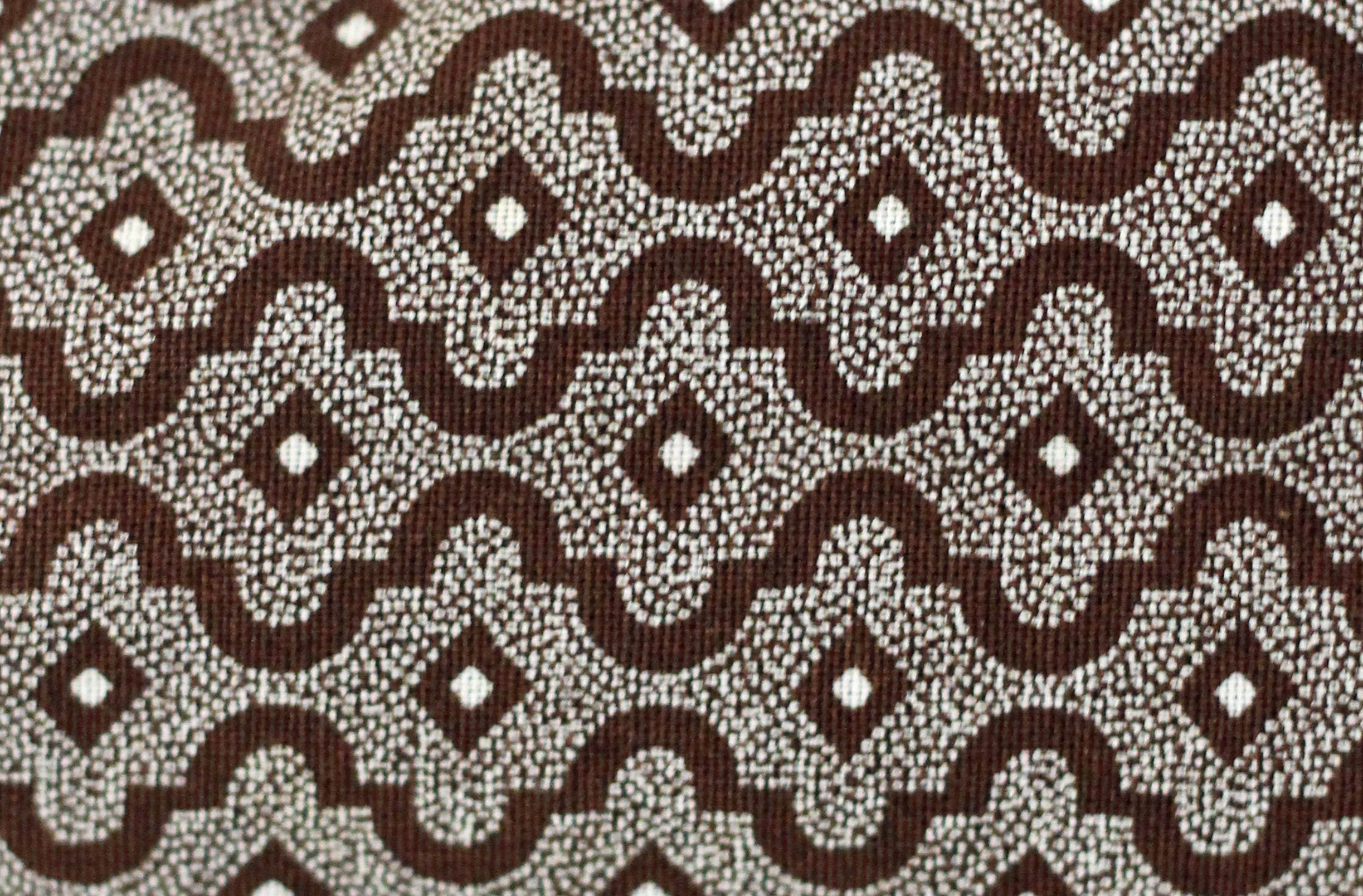
Bruine shweshwe, 2014.
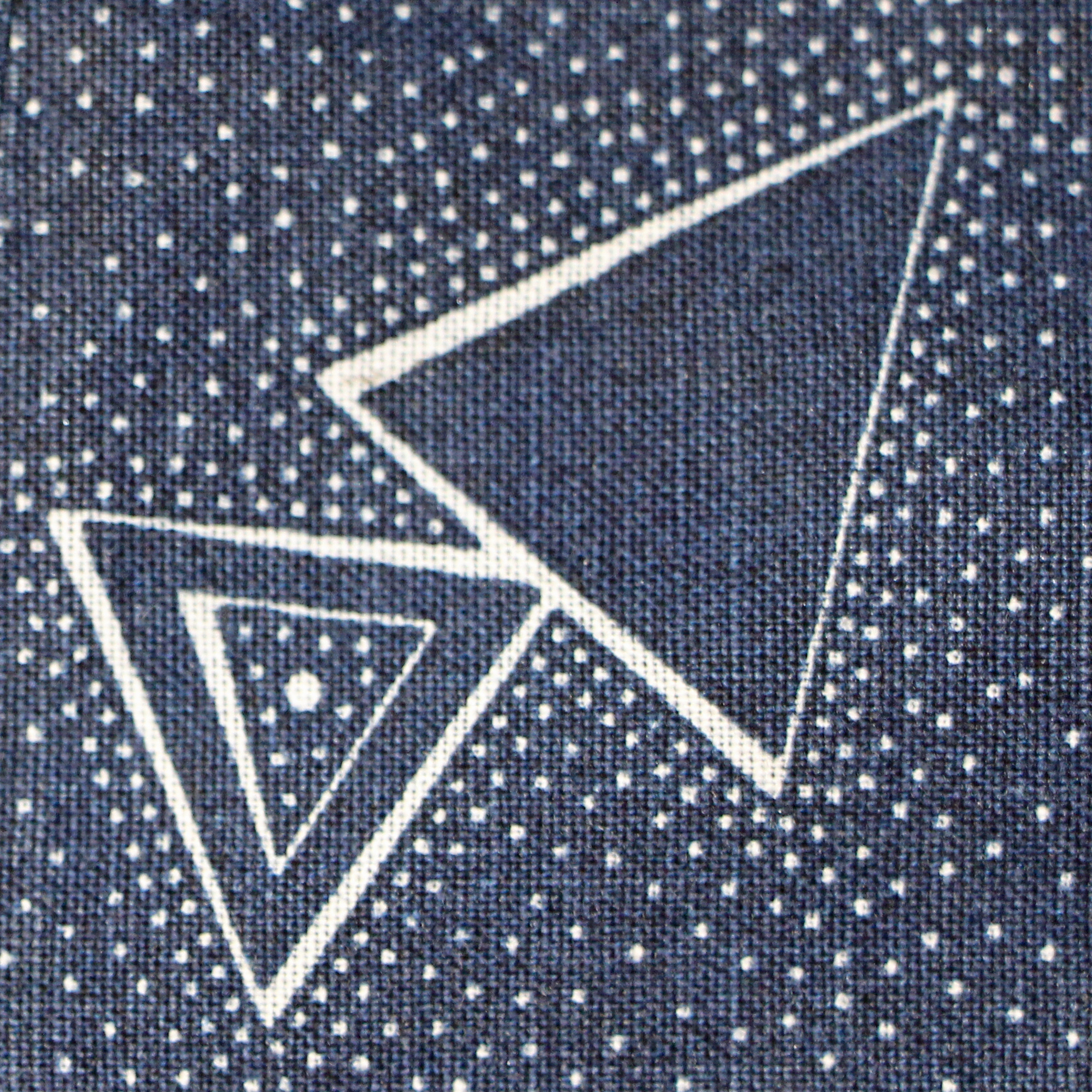
Blauwe shweshwe, 2014.
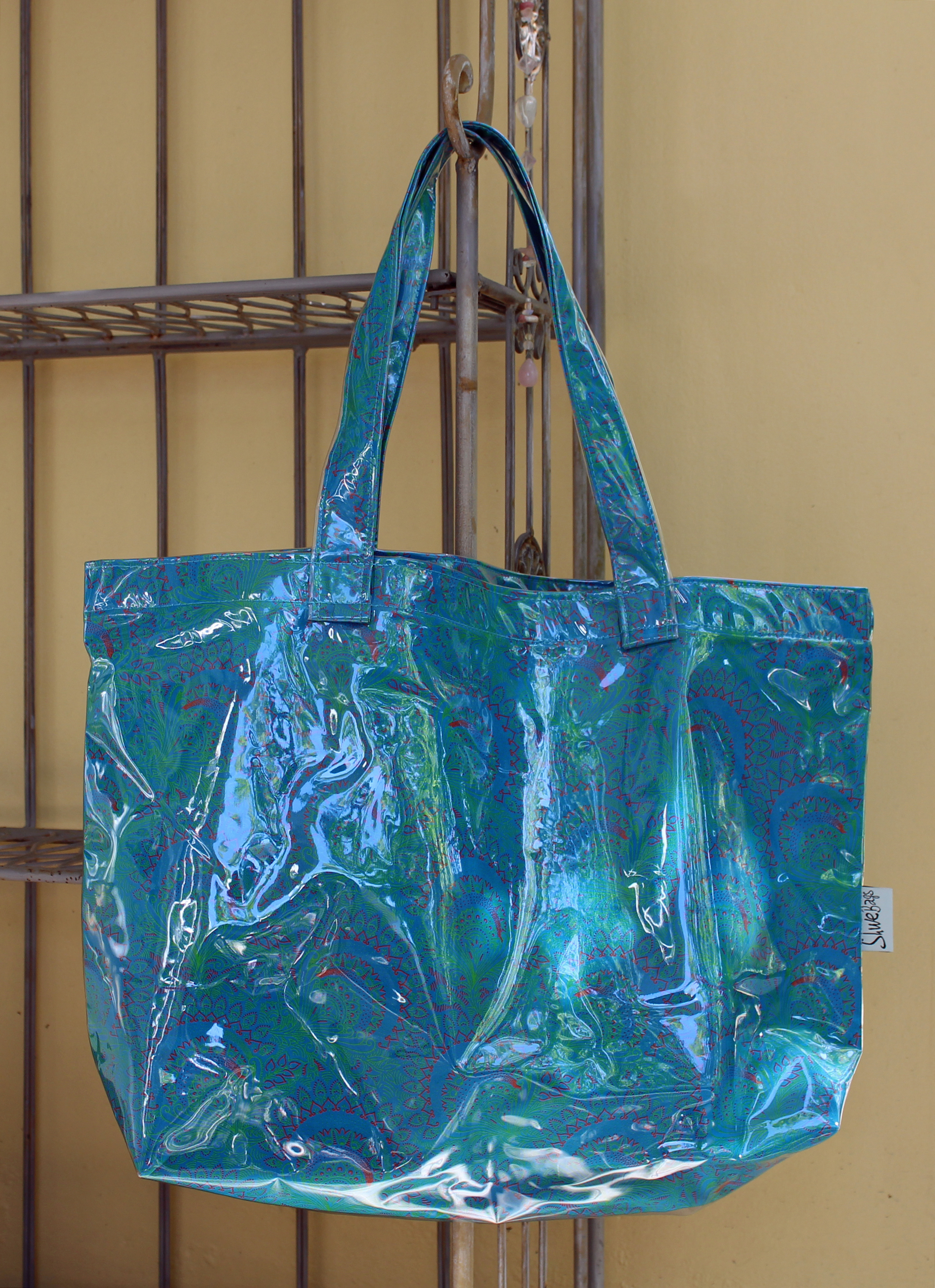
Tas van shweshwestof, 2014.